# Aerolineas Argentinas
Aerolíneas Argentinas er Argentinas største flyselskab, og det dominerer såvel national som international flytrafik i Argentina. Selskabet er grundlagt i 1949 og dets IATA-kode er AR.
Aerolineas Argentinas er Argentinas nationale flyselskab, og selskabet kontrollerer omkring 70% af indenrigstrafikken og ca 40% af de internationale flyvninger fra Ministro Pistarini International Airport (EZE) i Ezeiza, Buenos Aires. Aerolíneas Argentinas er sammen med LAN Airlines (Chile) de eneste latinamerikanske flyselskaber, som flyver til Oceanien.
Der har være forhandlinger mellem Aerolineas Argentinas og Star Alliance om det argentinske flyselskabs optagelse i Star Alliance.